# NGC 1273
NGC 1273 (другие обозначения — MCG 7-7-59, ZWG 540.99, PGC 12396) — линзообразная галактика (S0) в созвездии Персей. Открыта Генрихом Луи Д'Арре в 1863 году. Описание Дрейера: «очень тусклый, очень маленький объект».
Этот объект входит в число перечисленных в оригинальной редакции «Нового общего каталога».
NGC 1273 входит в Скопление Персея.